# غواصی سطحی

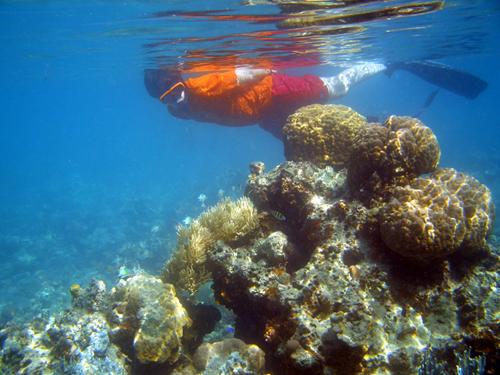
یک غواص سطحی در میان مرجان‌ها در آب‌های فیجی.

غَوِّاصی سَطحی که غواصی کم‌عمق و غواصی با لولهٔ تنفسی نیز نامیده می‌شود عمل شنا کردن در زیر آب بوسیلهٔ ماسک غواصی، یک لولهٔ تنفسی و باله‌های غواصی است.
طول لولهٔ تنفس در زیر آب حداکثر ۴۰ سانتی‌متر است.
غواصی سطحی از تفریحات محبوب گردشگران به‌ویژه در مناطق گرمسیری است. جذابیت اصلی این نوع غواصی این است که فرد می‌تواند جانداران و گیاهان دریایی را در محیط طبیعی خودشان مشاهده کند و برای این کار نیازی به تمرین‌ها و تجهیزات دشوار غواصی عمیق ندارد.